# 陰キャの僕に罰ゲームで告白してきたはずのギャルが、どう見ても僕にベタ惚れです
『陰キャの僕に罰ゲームで告白してきたはずのギャルが、どう見ても僕にベタ惚れです』（いんキャのぼくにばつゲームでこくはくしてきたはずのギャルが、どうみてもぼくにベタぼれです）は、結石による日本のライトノベル。イラストはかがちさくが担当している。小説投稿サイト「小説家になろう」、「ノベルアップ+」などで、2020年3月7日からWeb版が連載されている。2021年12月に書籍化されHJ文庫（ホビージャパン）から刊行されている。 2022年9月から海外版として英語版が配信されている。
メディアミックスとして、2022年6月17日からは神奈なごみによるコミカライズ版が『少年エースplus』などで連載されている。

## 登場人物
簾舞陽信（みすまい ようしん）
本作の主人公。偶然にも茨戸七海が罰ゲームで告白することを知ってしまう。
茨戸七海（ばらと ななみ）
声 - 上田麗奈（PV）
本作のヒロイン。友達との罰ゲームで主人公、簾舞陽信に罰ゲーム告白をすることになる。
音更初美（おとふけ はつみ）
七海の友達。義兄の彼氏がいる。
神恵内歩（かもえない あゆむ）
七海の友達。幼馴染の彼氏がいる。

## 既刊一覧

### 小説
- 結石（著）・かがちさく（イラスト） 『陰キャの僕に罰ゲームで告白してきたはずのギャルが、どう見ても僕にベタ惚れです』 ホビージャパン〈HJ文庫〉、既刊11巻（2025年04月01日現在）
  1. 2021年12月1日初版発行（同日発売[6]）、ISBN 978-4-7986-2678-9
  2. 2022年2月1日初版発行（同日発売[7]）、ISBN 978-4-7986-2719-9
  3. 2022年5月1日初版発行（4月30日発売[8]）、ISBN 978-4-7986-2830-1
  4. 2022年9月1日初版発行（同日発売[9]）、ISBN 978-4-7986-2918-6
  5. 2023年1月1日初版発行（2022年12月28日発売[10]）、ISBN 978-4-7986-3039-7
  6. 2023年6月1日初版発行（同日発売[11]）、ISBN 978-4-7986-3190-5
  7. 2023年9月29日発売[12]、ISBN 978-4-7986-3309-1
  8. 2024年3月1日発売[13]、ISBN 978-4-7986-3454-8
  9. 2024年7月1日発売[14]、ISBN 978-4-7986-3583-5
  10. 2024年11月29日発売[15]、ISBN 978-4-7986-3691-7
  11. 2025年4月1日発売[16]、ISBN 978-4-7986-3822-5

### 漫画
- 神奈なごみ（漫画）・結石（原作）・かがちさく（キャラクター原案） 『陰キャの僕に罰ゲームで告白してきたはずのギャルが、どう見ても僕にベタ惚れです』 KADOKAWA〈角川コミックス・エース〉、既刊4巻（2024年12月25日現在）
  1. 2023年2月25日発売[17][18]、ISBN 978-4-04-113428-3
  2. 2023年8月25日発売[19]、ISBN 978-4-04-114026-0
  3. 2024年3月26日発売[20]、ISBN 978-4-04-114665-1
  4. 2024年12月25日発売[21]、ISBN 978-4-04-115589-9